# Џулија Џеклин
Џулија Џеклин (енгл. Julia Jacklin; Сиднеј, 30. август 1990) аустралијска је певачица и ауторка песама. Њен музички стил описан је као мешавина инди фолка, инди попа и алтернативне кантри музике. 
Током каријере објавила је два студијска албума Don't Let The Kids Win (2016) и Crushing (2019) и десет синглова. За рад на пољу музике је награђивана, а поред соло каријере, Џулија наступа и са бендом Phantastic Ferniture са којим је објавила истоимени албум, 2018. године и сингл Fuckin 'n' Rollin.

## Биографија
Рођена је 30. августа 1990. године у Сиднеју. Одрасла је на Модрим планинама у Новом Јужном Велсу, а родитељи су јој по струци били школски наставници. У раној младости била је инспирисана са Бритни Спирс, а у добу од десет година почела је да узима часове класичног певања, све до средње школе, када се придружила бенду који је изводио песме Аврил Лавињ и Еванесенс. Студирала је социјалну политику на Универзитету у Сиднеју, а након дипломирања живела је у гаражи у месту Глебе у предграђу Сиднеја и радила у фабрици за производњу есенцијалних уља. Током одрастања Џулија није познавала ниједног музичара, а њена породица јој није пружала подршку у томе да постане певачица, јер је сматрала да се тај посао финансијски не исплати. Након тога Џулија је наставила да наступа по локалима а 2012. године заједно са Лиз Хагс формирала је бенд под називом Салта.
Америчка музичка интернет база података AllMusic описује музику Џулије као мешавину инди попа и кантри музике. Њени музички узори су Дорис Деј, Бјерк, Били Брег, Фиона Епл, Ленард Коен и група The Andrews Sisters.

## Музичка каријера
Након соло концерата и наступа, Џулија је 2014. године формирала гаражни бенд под називом Phantastic Ferniture заједно са Елизабет Хагс (гитара) и Рајаном Бренаном (бубњеви). Широј јавности постала је позната након објављивања прва два сингла, Pool Party и Coming of Age, а оба су се емитовала на радио емисији Би-Би-Си радија 6. Од марта 2016. године учествовала је на фестивалима и музичким турнејама у Сједињеним Америчким Државама, Великој Британији и другим државама Европе. Џулија је одржавала и концертне свирке, а као гост на концертима појавила се са извођачима као што су Марлон Вилијамс, бендовима First Aid Kit, Okkervil River и другима.
Године 2016. часопис Ролинг стоун Аустралије писао је да је Џулија једна од уметница са највише потенцијала у Аустралији. Први студијски албум под називом Don't Let the Kids Win Џулија је објавила 6. октобра 2016. године, а на њему се налази једанаест песама. Албум је објављен под окриљем издавачке куће Трансгресив рекорд. Британски дневни лист Гардијан описао је Don't Let the Kids Win као један од албума који ће добити наклоност великог броја људи, док је часопис Ролинг Стоун Аустралија описао песме са албума као једноставне и недовршене. У то време Џулија је радила у фабрици есенцијалних уља како би уштедела новац и снимала песме са музичким продуцентом Беном Едвардсом.
Почетком 2016. године Џулија је објавила сингл Pool Party и добила оштре критике од стране Њујорк тајмса, Воуга и других дневних листова и магазина. Након тога потписала је уговор са издавачким кућама Трансгресив рекордс, Поливилин рекордс и Либерејшн и учествовала на „Великом Ескејп фестивалу” у Уједињеном Краљевству. Након тога наступала је на великом броју фестивала укључујући Гластонбери фестивал, Латитјуд фестивал, Њупорт фолк фестивал и друге. У јануару 2017. године. додељена јој је награда на ФБИ радио Смак наградама за 2016. годину, пре него што је кренула на велику турнеју по Европи. Добила је велики број номинација укључујући АРИА номинацију за „Извођача године”, „Албум године” и номинацију за АПРА музичку награду 2017. у категорији „Песма године”, за сингл Pool Party.
У септембру 2017. године објавила је сингл који садржи две песме, а продуцирао га је Бен Едварс. Како би промовисала сингл имала је турнеју у Лондону, а он је био најпродаванији у Лос Анђелесу, Њујорку, Торонту, Мелбурну, Сиднеју и градовима широм Велике Британије. У мају 2018. заједно са бендом Phantastic Ferniture Џулија је објавила сингл Fuckin 'n' Rollin, а бенд је објавио и албум под називом Phantastic Ferniture у јулу 2018. године. На албуму су се нашли синглови Gap Year, Bad Timing и Dark Corner Dance Floor. Преко друштвених мрежа, Џулија је у марту 2018. године објавила информацију да је завршила рад на њеном новом албуму. Албум под називом Crushing објављен је 22. фебруара 2019. године, а на њему се налазе синглови Body, Head Alone, Pressure to Party и Comfor који је објављен последњи, 14. фебруара 2019. године. Након објављивања албума Џулија је имала светску музичку турнеју која је укључивала концерте на неколико фестивала, а већина њих били су скроз распродати.

## Награде и номинације
На АПРА додели музичких награда 2017. године, Џулија не номинована за „Најбољу музичарку” за њен деби албум Don't Let the Kids Win. Њен фотограф и чест сарадник Ник Мекинлеј је такође номинован за рад на омоту албума, у категорији „Најбољи омот албума”, за албум Don't Let the Kids Win. Џулијин сингл Pool Party номинован је за „Песму године”. Don't Let the Kids Win освојио је награду „Најбољи незавини блуз и рутс албум 2017. године” коју додељеује Аустралијско удружење независних дискографских кућа. На додели АРИА музичких награда за 2019. годину, албум Crushing номинован је за „Најбољи албум музичарке” , „Најбољи албум за одрасле”, „Најбоље независно издање”, а продуцент и аудио инжењер због рада на њему били су номиновани у категоријама „Продуцент године” и „Аудио инжењер године”.

## Дискографија

### Студијски албуми
| Назив | Детаљи | Позиција | Позиција | Позиција |
| Назив | Детаљи | АУС      | НЗ       | УК       |
| ----- | --- | -------- | -------- | -------- |
|       | - Дутум објављивања: 7. октобар 2016. - Издавачка кућа: Трансгресив рекордс, Либеренш мјузик и Поливинил рекордс - Формат : ЛП, компакт диск, дигитално преузимање | 42       | –        | —        |
|       | - Датум објављивања: 22. фебруар 2019. - Издавачка кућа: Трансгресив рекордс, Либеренш мјузик и Поливинил рекордс                                                  | 8        | 22       | 67       |

### Синглови
- (2016)[45]
- (2016)[45]
- (2016)[47]
- (2016)[45]
- (2016)[48]
- (2017)[45]
- (2018)[49]
- (2018)[50]
- (2019)[51]
- (2019)[52]